# マカオ国際空港
マカオ国際空港（マカオこくさいくうこう、Macau International Airport、澳門國際機場）は、中華人民共和国のマカオ、嘉模堂区にある国際空港。

## 概要
ポルトガルの植民地時代のマカオでは、ポルトガルが中立国として参戦しなかった第二次世界大戦中に極めて小規模な滑走路が存在しており、香港や中華民国内への飛行に使用されていたほか、戦後の一時期にキャセイパシフィック航空によって飛行艇によるマカオ-香港線が就航していた。ほかにも、以前よりフェリーターミナルの屋上から、マカオ-香港間を結ぶヘリコプター便が就航している。
しかしマカオの経済発展に伴い、近代的なジェット旅客機の離着陸可能な空港の整備が必要とされ、ポルトガル植民地時代の最終期に当たる1995年11月に、マカオ唯一の国際空港としてタイパ島の東側埋立地に当空港が開港した。
開港から数年の間は、宗主国ポルトガルのTAP ポルトガル航空が、ポルトガルの首都リスボンとの間に、エアバスA340による直行便を国内線として運航していた。またマカオ国際空港を本拠地としてマカオ政庁やTAP ポルトガル航空が出資してマカオ航空が創業した。
同空港の滑走路は空港東側の海上の人工島にあるため、離着陸の際には航空機はターミナルビルや駐機場があるタイパ島側との誘導路橋を渡る必要がある。混雑している香港国際空港、広州白雲国際空港の利用を避けた格安航空会社が多数乗り入れている。近年のマカオへの観光客の急増に対応、また貨物便やプライベートジェットの発着も急増した為、これに対応させる為に、誘導路の改修及び旅客ターミナルの拡張工事をする予定がある。
2019年2月1日、マカオ国際空港運営会社のCAMは同空港の東側駐機場の改善工事が完了し、駐機可能数が6機分から9機分になったと発表した。民航局による最終検査を通過した後、速やかに使用を開始する予定。今回の増設分を含めて現在の駐機可能数が40機分になった。
2019年12月10日、マカオLRTタイパ線の開業と同時に、空港に隣接して機場駅が開業した。

## ターミナル

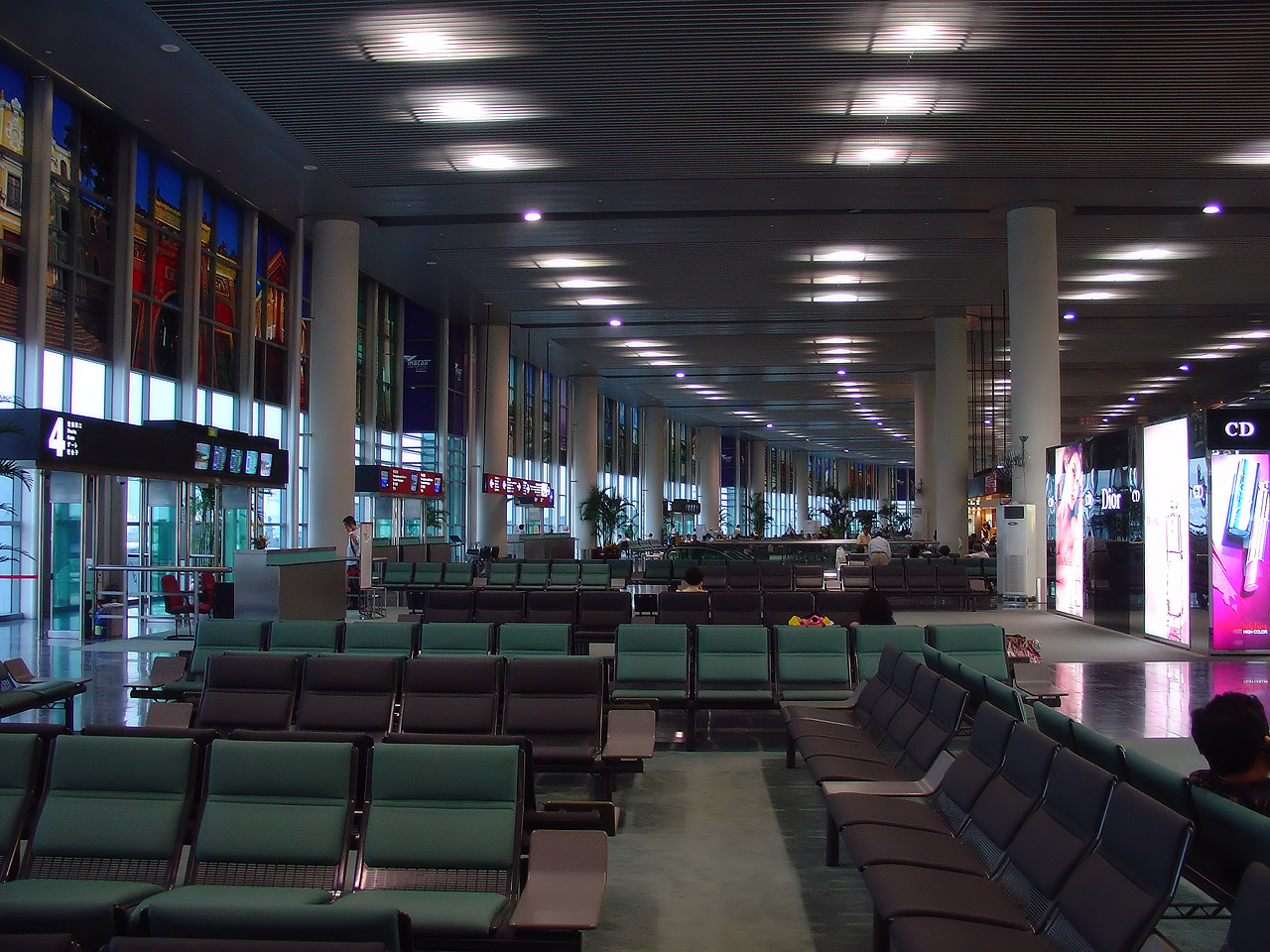
出国待合室

ターミナル内には免税店やレストランが設けられているほか、航空会社や利用クラスに関わらず有料で利用できるラウンジ（Plaza Premium Lounge）も設けられている。なお、マカオ域内路線は存在しないため、全ての乗客は通関する必要がある。

## 就航航空会社
2020年以降、新型コロナウイルス感染症の影響により、多くの定期便が運休、減便、経路変更となっている。
| 航空会社                  | 就航地 | 備考 |
| ------------------------- | --- | ---- |
| マカオ航空                | 中国大陸 : 北京/首都、常州、成都/天府、杭州、南京、南寧、寧波、青島、上海/虹橋、上海浦東、太原、廈門、貴陽、常州 東アジア : 台北/桃園、高雄、台中、大阪/関西、東京/成田、ソウル/仁川 東南アジア : シンガポール、クアラルンプール、バンコク/ドンムアン、バンコク/スワンナプーム、ダナン、ハノイ |      |
| 中国東方航空              | 上海/虹橋、上海/浦東、無錫、南京、北京/大興、合肥、太原(2025年7月20日より就航予定) |      |
| 上海航空                  | 上海/虹橋、上海/浦東 |      |
| 春秋航空                  | 上海/浦東 |      |
| 中国国際航空              | 武漢 |      |
| 廈門航空                  | 泉州、福州、廈門、杭州 |      |
| 深圳航空                  | 南京、無錫 |      |
| 海南航空                  | 海口 |      |
| エバー航空                | 台北/桃園、高雄 |      |
| タイガーエア台湾          | 台北/桃園、高雄、台中 |      |
| スターラックス航空        | 台北/桃園 |      |
| チェジュ航空              | 済州 |      |
| ジンエアー                | ソウル/仁川 |      |
| エアプサン                | 釜山 |      |
| バンブー・エアウェイズ    | ニャチャン |      |
| カンボジア・エアウェイズ  | プノンペン、コロール |      |
| タイ・エアアジア          | バンコク/ドンムアン、チェンマイ |      |
| タイ・ベトジェットエア    | バンコク/スワンナプーム |      |
| タイ・ライオンエア        | バンコク/ドンムアン |      |
| エアアジア                | クアラルンプール、コタキナバル |      |
| ファイアフライ            | タワウ |      |
| スクート                  | シンガポール |      |
| フィリピン航空            | マニラ |      |
| セブ・パシフィック航空    | マニラ |      |
| フィリピン・エアアジア    | マニラ |      |
| en:Royal Air Philippines  | Cagayan North |      |
| カタール航空              | ドーハ、コルカタ、名古屋/中部 | 貨物 |
| ターキッシュ エアラインズ | イスタンブール、ビシュケク | 貨物 |

2023年8月現在

## 交通機関

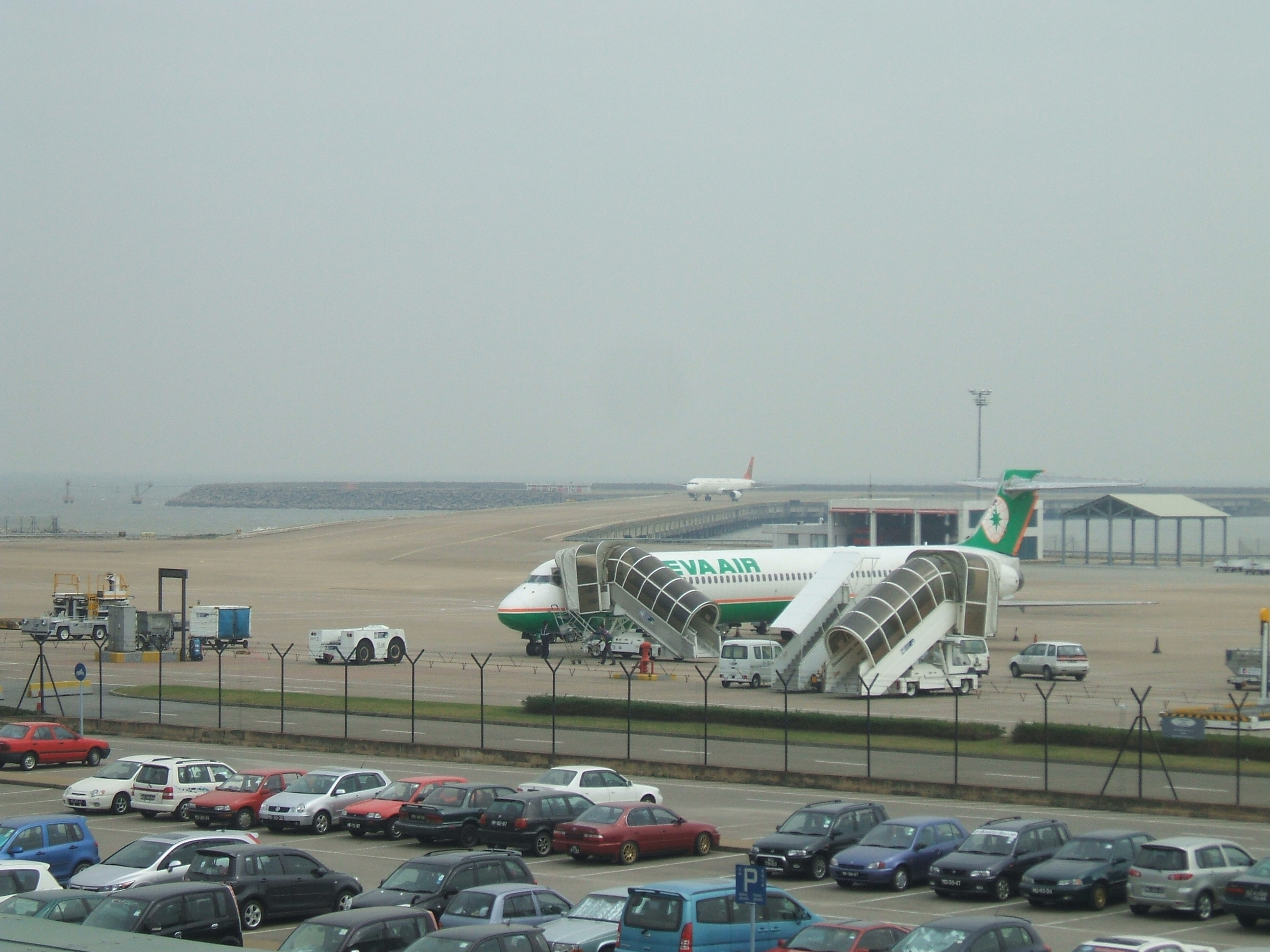
誘導路を渡る旅客機

### バス
バス（新福利、澳巴、新時代）がある。なお、マカオの半島部のバスの運賃は3.2パタカ均一であるが、空港バスは4.2パタカ均一である。

### 鉄道
新交通システムによる鉄道としてマカオLRTタイパ線の機場駅がある。同鉄道線はマカオ市街地の都市鉄道であるが、同空港の空港連絡鉄道としても機能している。

### 道路・その他
「偉龍馬路」という道路が空港に連絡されている。タクシーが空港前に待機しており利用可能である。

## 記念切手
1995年12月8日にマカオの郵政事業を管轄するマカオ郵政局が記念切手4種と記念小型シート1種を発行した。マカオ航空はエアバス機のみしか保有していないにもかかわらず、いずれの切手もマカオ空港の設備と、マカオ航空が実際に導入したことのないボーイング747がデザインされたものであった。